# Museo delle carrozze (Firenze)
Il Museo delle carrozze di palazzo Pitti a Firenze è ospitato nel rondò di Porta Romana, l'ala laterale di destra per chi guarda il palazzo da piazza Pitti.

## Descrizione
Sono qui esposte le carrozze ed altri mezzi di locomozione appartenute alla corte granducale, specialmente risalenti al periodo tra la fine del Settecento e l'Ottocento. Alcuni esemplari sono magistralmente decorati, non solo da intagli e dorature, ma anche da pannelli dipinti con fini paesaggi tipici della moda dell'epoca, oltre a cuoi, drapperie e finimenti della più alta tradizione artigiana.
Il patrimonio del museo vanta dieci carrozze originali e due portantine, specialmente relative all'uso della corte lorenese e sabauda fra Settecento e Ottocento, oltre a una serie di antichi finimenti per cavalli.
L'esemplare più antico è il settecentesco coupé a due posti di casa Giugni, seguito dalla carrozza del vescovo di Pistoia Scipione de' Ricci. La più preziosa è forse quella di Ferdinando III di Lorena, intagliata nel 1816 da Paolo Santi e dipinta dal pratese Antonio Marini con coppie di regnanti e fiorentini famosi: Lorenzo de' Medici e Poliziano, Cosimo I e Vasari, Cosimo II (o Ferdinando II) e Galileo, Pietro Leopoldo (o Ferdinando III stesso). Si conservano poi altre due carrozze commissionate da Ferdinando III.
La berlina di gala di Ferdinando II di Borbone ha una raffigurazione dipinta di Muse. Proviene invece dalle scuderie dei Savoia una berlina appartenuta forse al duca di Modena Francesco IV.
Appartenne invece alla collezione di Stefano Bardini una carrozza siciliana della famiglia Asmundo dai ricchi intagli dorati con tappezzeria rosso acceso.
Alcune carrozze venivano utilizzate solo in occasioni di massimo risalto, come nozze o parate ufficiali, fra le quali spicca la cosiddetta "Carrozza d'oro", sormontata da una corona dorata a simboleggiare l'altissimo rango degli occupanti. Sono qui esposte anche tenebrose carrozze funebri e, oltre alla collezione granducale, carrozze appartenute al Sovrano del Regno delle Due Sicilie (una berlina blu), all'Arcivescovo (una sedia gestatoria datata 1793) e ad altri dignitari fiorentini.
In futuro è prevista una riapertura del museo magari nel Rondò di Bacco, dove si trovano le ex-scuderie reali.